# Euroseries 3000 2009
Les Euroseries 3000 2009 ont été remportés par le pilote britannique Will Bratt sur une monoplace de l'écurie EmiliodeVillota.com Motorsport. 

## Règlement
- L'attribution des points s'effectue selon les barèmes suivants: 10,8,6,5,4,3,2,1 pour la première course et 6,5,4,3,2,1 pour la deuxième course.

## Courses de la saison 2009
| Date         | Lieu        | Vainqueur        | Nationalité | Equipe                         |
| 17 mai       | Portimao    | Pastor Maldonado | Venezuela   | Teamcraft Motorsport           |
| 17 mai       | Portimao    | Fabio Onidi      | Italie      | FMS International              |
| 28 juin      | Magny-Cours | Marco Bonanomi   | Italie      | Bull Racing                    |
| 28 juin      | Magny-Cours | Ben Hanley       | Royaume-Uni | FMS International              |
| 22 août      | Zolder      | Rodolfo Gonzalez | Venezuela   | Coloni Motorsport              |
| 22 août      | Zolder      | Will Bratt       | Royaume-Uni | EmiliodeVillota.com Motorsport |
| 12 septembre | Valence     | Will Bratt       | Royaume-Uni | EmiliodeVillota.com Motorsport |
| 13 septembre | Valence     | Marco Bonanomi   | Italie      | Coloni Motorsport              |
| 13 septembre | Valence     | Will Bratt       | Royaume-Uni | EmiliodeVillota.com Motorsport |
| 20 septembre | Vallelunga  | Marco Bonanomi   | Italie      | Coloni Motorsport              |
| 20 septembre | Vallelunga  | Fabio Onidi      | Italie      | Coloni Motorsport              |
| 18 octobre   | Monza       | Will Bratt       | Royaume-Uni | EmiliodeVillota.com Motorsport |
| 18 octobre   | Monza       | Marco Bonanomi   | Italie      | Coloni Motorsport              |

Notes :
- L'écurie FMS International a pris le nom de Coloni Motorsport à partir du week-end de Zolder.

## Classement des pilotes
| Classement | Pilote               | Pays             | Equipe                                                      | Nombre de points |
| ---------- | -------------------- | ---------------- | ----------------------------------------------------------- | ---------------- |
| 1er        | Will Bratt           | Royaume-Uni      | EmiliodeVillota.com Motorsport                              | 71               |
| 2e         | Marco Bonanomi       | Italie           | Bull Racing Coloni Motorsport                               | 71               |
| 3e         | Fabio Onidi          | Italie           | FMS International / Coloni Motorsport                       | 64               |
| 4e         | Fabrizio Crestani    | Italie           | TP Formula EmiliodeVillota.com Motorsport Emmebi Motorsport | 54               |
| 5e         | Rodolfo Gonzalez     | Venezuela        | FMS International / Coloni Motorsport                       | 44               |
| 6e         | Ben Hanley           | Royaume-Uni      | FMS International Team Costa Rica                           | 22               |
| 7e         | Francesco Dracone    | Italie           | Emmebi Motorsport                                           | 15               |
| 8e         | Juan Carlos Sistos   | Mexique          | Team Costa Rica                                             | 14               |
| 9e         | Edoardo Piscopo      | Italie           | Emmebi Motorsport                                           | 11               |
| 10e        | Pastor Maldonado     | Venezuela        | Teamcraft Motorsport                                        | 10               |
| 11e        | Earl Bamber          | Nouvelle-Zélande | TP Formula                                                  | 8                |
| 12e        | Clivio Piccione      | Monaco           | TP Formula                                                  | 8                |
| 13e        | Marcello Puglisi     | Italie           | Durango Emmebi Motorsport                                   | 6                |
| 14e        | Michael Herck        | Roumanie         | Team Lazarus                                                | 6                |
| 15e        | Diego Nunes          | Brésil           | Team Lazarus                                                | 5                |
| 16e        | Matteo Cozzari       | Italie           | Team Costa Rica                                             | 4                |
| 17e        | Roldan Rodriguez     | Espagne          | FMS International                                           | 1                |
| 18e        | Michael Dalle Stelle | Italie           | Team Lazarus                                                | 1                |